# Alessandro Sanminiatelli Zabarella
Alessandro Sanminiatelli Zabarella (3 de agosto de 1840 - 24 de novembro de 1910) foi um cardeal italiano da Igreja Católica. Ele serviu como patriarca latino de Constantinopla de 1889 até 1901.

## Biografia
Sanminiatelli Zabarella nasceu em Radicondoli para o conde Ferdinando Sanminiatelli Zabarella e sua esposa Leopolda Pescatori di Peccioli. Ele estudou no Colégio Archiepiscopal - Seminário de Pisa , e entrou para o Almo Collegio Capranica em Roma em 1857. Do Pontifício Seminário Romano obteve seus doutorados em filosofia (1860) e em teologia (1864).
Zabarella foi ordenado para o sacerdócio do cardeal Cosimo Corsi em 6 de Setembro de 1863, e frequentou La Sapienza University , ganhando seu doutorado em Direito Canônico em 1866. De 1861 a 1868, ele estudou na Academia Pontifícia Eclesiástica de Nobres , também em Roma. Ele foi elevado à categoria de Privy Chamberlain supranumerário em 1867, e Privy chamberlain participantium em 1868. Mais tarde ele se tornou um cônego da Basílica de São Pedro.
Em 31 de julho de 1874, Zabarella foi nomeado Grande Almoner e Arcebispo Titular de Tyana. Ele recebeu sua consagração episcopal em 14 de agosto do papa Pio IX. Foi nomeado Presidente da Comissão Judicial da Santa Sé em 23 de agosto de 1887 e Auditor Geral da Câmara Apostólica em 29 de novembro de 1887.
O Papa Leão secretamente ( in pectore ) fez dele um membro do Colégio de Cardeais no consistório de 19 de junho de 1899, três dias antes de sua nomeação como Patriarca Latino de Constantinopla em 22 de junho. Zabarella foi publicado como Cardinal-Priest de Santi Marcellino e Pietro em 15 de abril de 1901. Ele serviu como Camerlengo do Sacro Colégio dos Cardeais de 22 de junho de 1903 a 27 de Março 1905 e participou no conclave papal de 1903 , que elegeu o Papa Pio X.
Zabarella morreu em Monte Castello aos 70 anos de idade. Ele está enterrado no cemitério Campo Verano.